# Al Ras
Al Ras (in arabo الراس	‎?) è una comunità dell'Emirato di Dubai, negli Emirati Arabi Uniti. Si trova nel Settore 1 nella zona settentrionale di Dubai, nel quartiere storico di Deira. 

## Territorio
Il territorio occupa un'area di 0,3 km² nella parte orientale di Deira lungo il Dubai Creek a formare una insenatura da cui deriva il suo nome. Al Ras infatti significa "Il capo".
Al Ras è il quartiere più antico di Deira con le sue case secolari una volta abitate da pescatori e mercanti di perle. L'aspetto più caratteristico di questo quartiere sono i suoi suq che ne costituisco il cuore commerciale. I più famosi sono il suq delle spezie (Dubai Spice Souk) e quello dell'oro (Dubai Gold Souk). Una volta si trovava qui anche il mercato del pesce, che da qualche anno è stato spostato a nord nel quartiere di Corniche Deira. 
Altri importanti punti di riferimento in Al Ras sono la biblioteca pubblica (Al Ras Public Library o Dubai Central Public Library) e il museo dedicato al poeta saudita nabati Al Oqaili (Museo del poeta Al Oqaili). Fra gli hotel spiccano il St. George Hotel e Al Ras Hotel.
La Baniyas Road, anche detta Al Khor Street, corre lungo tutto il quartiere, seguendo il corso della riva orientale del Dubai Creek, dall'Infinity Bridge, fino a Port Saeed. 
Il territorio è servito dalla linea verde, della Metropolitana di Dubai, che attraversa tutto il quartiere, con la fermata di Al Ras.

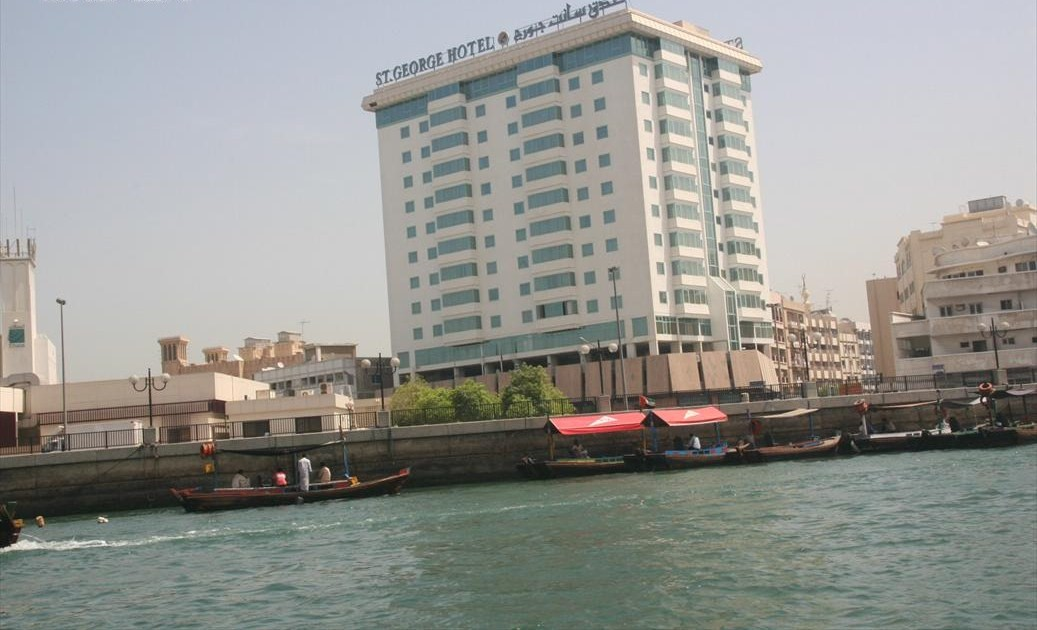
St. George Hotel
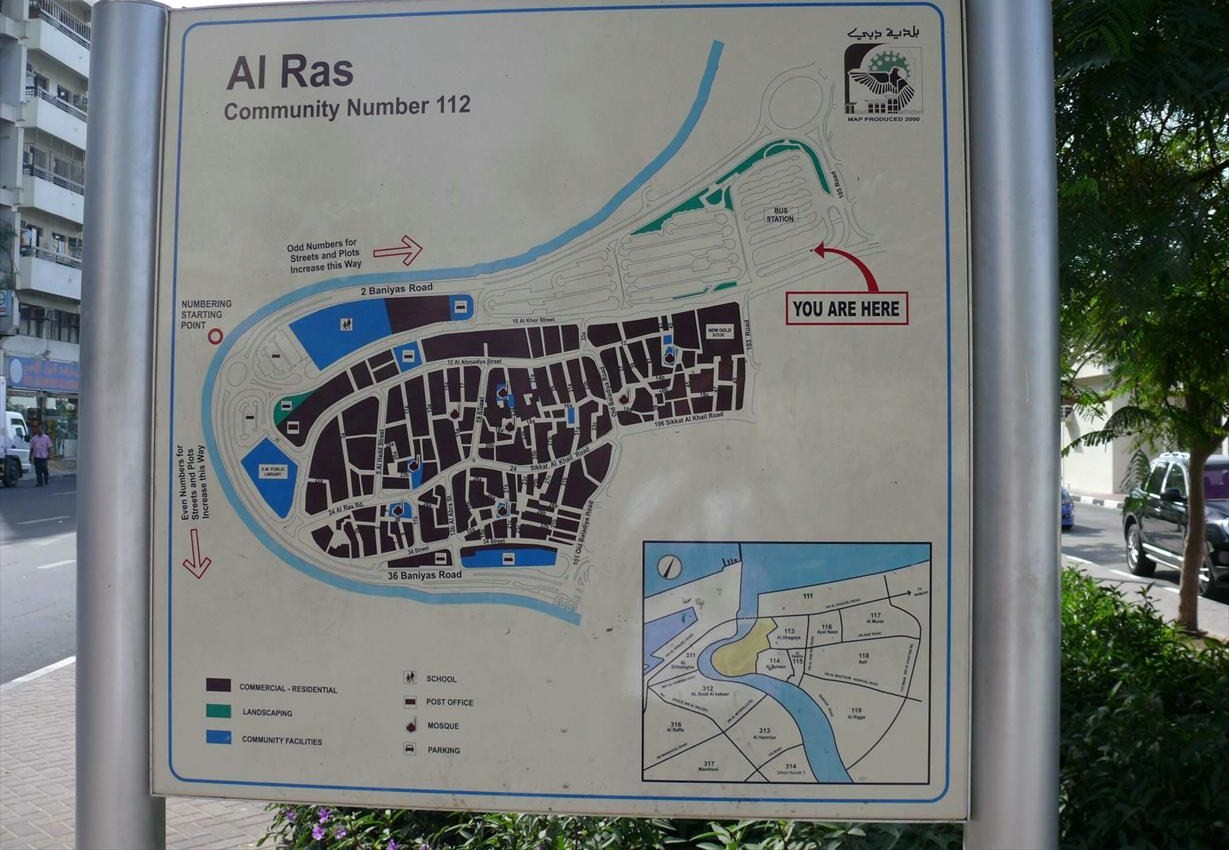
mappa stradale di Al Ras
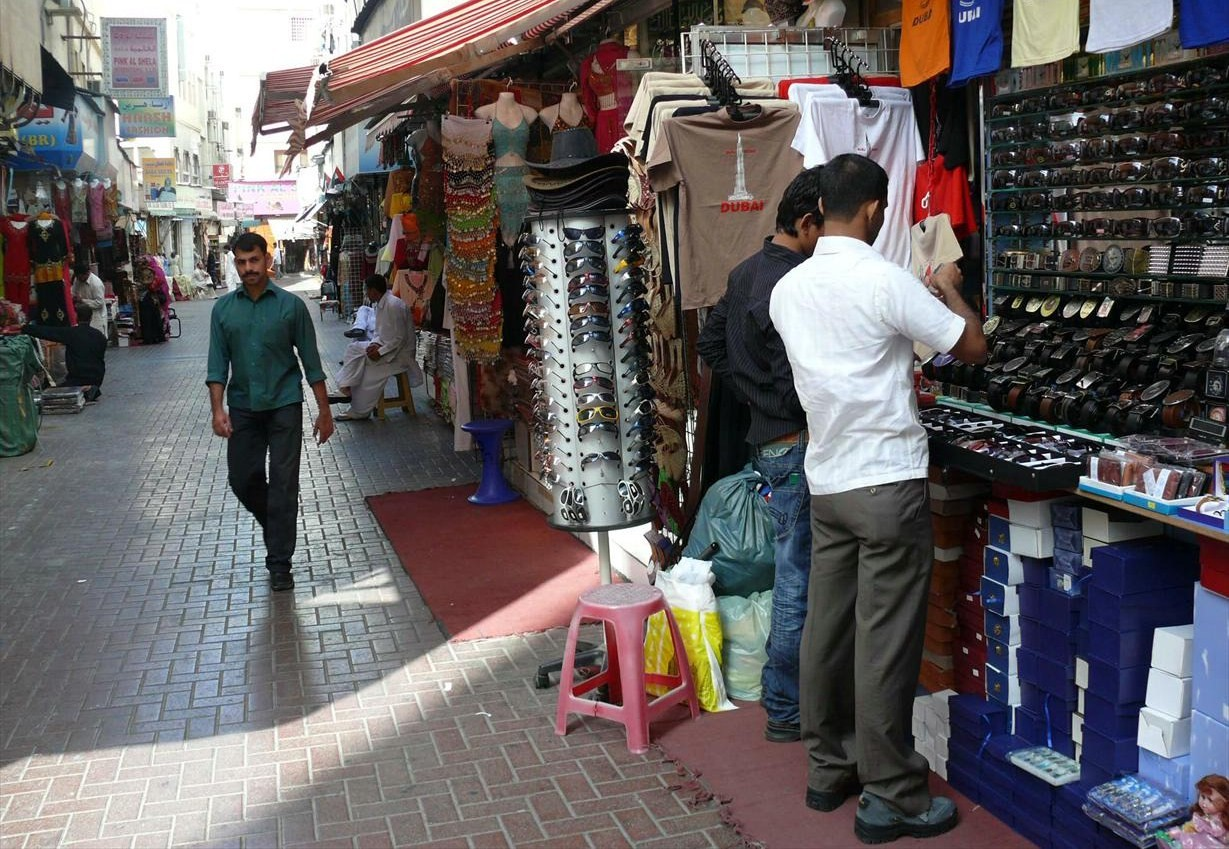
Al Ras